# IFRS 15
IFRS 15 «Выручка по договорам с покупателями» — международный стандарт финансовой отчётности, который устанавливает принципы применения информации о характере, величине, распределении во времени и неопределённости выручки и денежных потоков, обусловленных договором с покупателем, обнародован 28.05.2014 года Советом по МСФО и начинает действовать с 01.01.2018 года, введён в действие для применения на территории Российской Федерации приказом Минфина России от 21 января 2015 г. N9н.

## История создания
Выручка является финансовым показателем для оценки предприятия, финансового положения и полученного хозяйственного результата. Однако, требования признания выручки по МСФО и US GAAP различались и нуждались в совершенствовании. В US GAAP имеются концепции широкого признания выручки и многочисленные требования для конкретных отраслей и операций, которые могут привести к различному учёту аналогичных операций. МСФО имело меньше требований по признанию выручки, которые раскрывались в двух основных стандартах: МСФО (IAS) 18 «Выручка» и МСФО (IAS) 11 «Договора на строительство», но их было трудно понять и применить. В дополнение, МСФО (IAS) 18 давало ограниченные рекомендации по таким важным темам, как признание выручки для многоэлементных соглашений.
Причиной выпуска стандарта Советом по МСФО и FASB является инициирование совместного проекта, чтобы прояснить принципы признания доходов и разработать общий стандарт МСФО и US GAAP, чтобы:
- устранить несоответствия и недостатки в существующих требованиях в отношении доходов;
- обеспечить более надежную основу для решения вопросов выручки;
- улучшить сопоставимость на практике признания выручки между подразделениями, в отраслях и на рынках капитала;
- предоставить более полезную информацию пользователям финансовой отчётности путем совершенствования требований к раскрытию информации;
- упростить подготовку финансовой отчётности за счет сокращения ряда требований, к которым предприятие должно обратиться.

Проект по выручке в июне 2002 года добавляется в повестку дня на Совете по МСФО. 19 декабря 2008 года публикуется Дискуссионный документ Предварительного мнения по признанию выручки в договорах с покупателями, комментарии по которому принимались до 19 июня 2009 года. На основании полученных комментарий был опубликован 24 июня 2010 года Предварительный проект ED/2010/6 «Выручка по договорам с покупателями», комментарии по самому проекту принимались до 22 октября 2010 года. 14 ноября 2011 года был опубликован повторный Предварительный проект ED/2011/6 «Выручка по договорам с покупателями», комментарии по нему принимались до 13 марта 2012 года. А 28 мая 2014 года выпущен сам стандарт МСФО (IFRS) 15 «Выручка по договорам с покупателями» со сроком начала внедрения 01.01.2017 года, однако 11 сентября 2015 года Совет по МСФО откладывает фактическую дату вступления данного стандарта до 01.01.2018 года.
С вступлением в силу IFRS 15 утрачивают правомочность следующие документы:
- МСФО (IAS) 18 «Выручка»,
- МСФО (IAS) 11 «Договоры на строительство»,
- Разъяснение КРМФО (IFRIC) 13 «Программы лояльности клиентов»,
- Разъяснение КРМФО (IFRIC) 15 «Соглашения на строительство объектов недвижимости»,
- Разъяснение КРМФО (IFRIC) 18 «Передача активов от клиентов»,
- Разъяснение ПКР (SIC) 31 «Выручка — бартерные операции, включающие рекламные услуги».

## Цель стандарта
МСФО (IFRS) 15 определяет как и когда будет признан доход (увеличение поступлений или улучшения качества активов либо уменьшения обязательств, которые приводят к увеличению собственного капитала, не связанному с взносами участников капитала), а также представляет пользователям финансовой отчётности более достоверно соответствующую информацию. Стандарт обеспечивает единую, основанную на принципах, пятишаговую модель анализа, которая будет применяться ко всем договорам с покупателями.

### Основной принцип стандарта
Выручка (доход, возникающий в ходе обычной деятельности компании) признается, когда компания выполняет обязанность к исполнению (выполнение обязательств в течение периода (в определённый момент)) путем передачи обещанного актива покупателю. Актив передается, когда покупатель (сторона, заключившая договор с компанией на получение товаров или услуг, являющихся результатом обычной деятельности компании, в обмен на возмещение) получает контроль над активом (способность препятствовать использованию и получению выгод от актива третьих лиц).
Выгоды от актива — поступления денежных средств, которые могут быть получены с помощью:
- использования актива для производства товаров или услуг, для увеличения стоимости других активов, для погашения обязательств или сокращения расходов;
- продажи или обмена актива;
- предоставления актива в качестве обеспечения по займу;
- удержания актива.

### Сфера применения
Стандарт применяется ко всем договорам с покупателями, кроме договоров:
- аренды, которые используют IAS 17;
- страхования, регламентируемых по МСФО 4;
- финансовых инструментов, регламентируемых по МСФО 9, МСФО 10, МСФО 11, IAS 27, IAS 28;
- бартерных операций по обмену активами между компаниями единой деятельности для целей увеличения продаж покупателям;
- гарантий, исключая гарантии на товары или услуги.

## Модель пятишагового анализа
Стандарт содержит набор принципов для принятия самостоятельных решений, который называется «моделью пятиступенчатого (пятишагового) анализа», где признание выручки предполагает пять шагов (этапов), каждый из которых требует от менеджмента организации вынесения существенного суждения:
1. Идентификация договора с покупателем.
2. Идентификация всех обязательств, подлежащих исполнению в рамках договора.
3. Определение цены сделки.
4. Распределение цены сделки на обязательства, подлежащие исполнению.
5. Признание выручки в момент исполнения (или по мере исполнения) обязательств.

### Этап 1. Идентификация договора с покупателем
Договор (соглашение между двумя или несколькими сторонами, которое создает права и обязательства) с покупателем признается при выполнении всех следующих пунктов:
- стороны по договору, подписав его, обязуются исполнять утвержденные договором обязательства;
- идентифицируются права каждой стороны в отношении товаров или услуг, которые будут переданы;
- идентифицируются условия оплаты товаров или услуг, которые будут переданы;
- договор имеет коммерческое содержание (размер будущих денежных потоков компании изменятся в результате договора);
- вероятно получение компанией возмещения в обмен на товары или услуги, которые будут переданы покупателю.

Договор не признается, если:
- сторона договора в одностороннем порядке может расторгнуть договор, быть не выполненным в какой-либо части без выплаты компенсации другой стороне;
- компания ещё не передала обещанные товары или услуги покупателю;
- компания ещё не получила и ещё не имеет права на получение возмещения в обмен на обещанные товары или услуги.

Компания, получая возмещение от покупателя, признает его как выручку, если:
- у компании не осталось обязанностей по передаче товаров или услуг покупателю и все либо практически все возмещение, обещанное покупателем, было получено компанией и не подлежит возврату;
- договор был расторгнут, а полученное от покупателя возмещение не подлежит возврату.

Объединение договоров происходит, если:
- заключены одновременно с одним покупателем,
- с одной коммерческой целью,
- сумма к уплате по одному договору зависит от другого договора,
- товары или услуги, обещанные по договорам, представляют собой одно обязательство.

Модификация договора (изменение существующего договора) учитывается как отдельный договор или часть существующего договора в зависимости от модификации (изменения предмета договора, его цены или то и другое).

### Этап 2. Идентификация всех обязательств, подлежащих исполнению в рамках договора
Компания передает контроль над активом в течение периода, выполняет обязанность к исполнению и признает выручку, если:
- покупатель получает и потребляет выгоды, указанные в договоре по мере выполнения обязательств;
- создается или улучшается актив, контроль над которым покупатель получает по мере создания или улучшения этого актива;
- выполнение компанией своей обязанности не приводит к созданию актива, но при этом компания обладает правом на получение оплаты за выполненную к настоящему времени части выполненных работ.

Компания выполняет обязанность к исполнению в определённый момент времени, если:
- у компании имеется право на оплату актива,
- у покупателя имеется право собственности на актив (контроль над активом),
- компания передала право физического владения активом,
- покупатель имеет значительные риски и выгоды от права собственности на актив,
- покупатель принял актив, то есть определяет способ использования и получает выгоды от актива.

### Этап 3. Определение цены сделки
Цена операции (сумма возмещения, право на которое компания ожидает получить в обмен на передачу активов покупателю, исключая суммы, полученные от имени третьих сторон) определяется из компонентов договора:
- переменное возмещение и ограничение оценок переменного возмещения,
- значительный компонент финансирования,
- неденежное возмещение,
- возмещение, подлежащее уплате покупателю.

```
Выручка = ожидаемое возмещение – налоги с продаж – возмещение к уплате покупателю/скидки
```

Если возмещение, обещанное по договору, включает в себя переменную сумму, то оценивается сумма возмещения, право на которое компания получит в обмен на передачу обещанных товаров или услуг покупателю, при этом используется один из приведенных ниже методов:
- Ожидаемая стоимость — сумма взвешенных с учётом вероятности возможных значений ожидаемого возмещения из диапазона его возможных значений. Ожидаемая стоимость может быть надлежащей оценкой величины переменного возмещения, если у компании имеется большое количество договоров с аналогичными характеристиками.
- Наиболее вероятная величина — единственное наиболее вероятное значение ожидаемого возмещения из диапазона его возможных значений (то есть единственный наиболее вероятный результат договора). Наиболее вероятная величина может быть надлежащей оценкой величины переменного возмещения, если у договора есть только два возможных результата.

Методы оценки цены продажи актива:
- рыночная оценка — определяется цена, которую покупатель согласился бы уплатить (используются цены конкурентов на аналогичные активы на таком рынке и корректируются, если это необходимо);
- затраты с учётом маржи — компания прогнозирует свои ожидаемые затраты на выполнение обязанности к исполнению, а затем прибавляет соответствующую маржу для данного актива;
- остаточный подход — компания оценивает цену на основе общей цены операции за вычетом суммы наблюдаемых цен других активов, обещанных по договору в случае соблюдения:

- компания продает один и тот же актив различным покупателям, получая при этом существенно различающиеся суммы (цена продажи является переменной);
- компания ещё не установила цену на такой актив, а он ранее не продавался отдельно (цена продажи является неопределённой).

Ограничение признания выручки
Ограничение применяется к признанной совокупной выручке и к переменной части возмещения.
Включение в цену операции части или всей сумму переменного возмещения допускается только в случае, если существует высокая вероятность того, что значительного уменьшения суммы признанной совокупной выручки не произойдет, когда в последующем будет устранена неопределённость, связанная с переменным возмещением.
Учитываются факторы, которые влияют на вероятность и величину уменьшения выручки:
- факторы, на которые не может повлиять компания (волатильность на рынке, суждение или действия третьих сторон, погодные условия и высокий риск морального износа обещанного товара или услуги и т. д.);
- неопределённость в отношении суммы возмещения в течение длительного периода времени;
- опыт компании и аналогичные виды договоров;
- практика компании предложения широкого спектра уступок в цене либо изменения сроков и условий платежа по аналогичным договорам в аналогичных обстоятельствах;
- договор предусматривает большое количество и широкий спектр возможных сумм возмещения[4].

Компонент финансирования
Учитывается значительный компонент финансирования, когда сроки выплат предоставляют покупателю или компании значительную выгоду от финансирования передачи товаров или услуг покупателю.
Обещанная сумма возмещения корректируется с учётом влияния временной стоимости денег так, если бы покупатель платил за такие товары или услуги денежными средствами, когда они переходят к покупателю.
Компания представляет влияние финансирования (процентная выручка или процентные расходы) в отчете о совокупном доходе отдельно от выручки по договорам с покупателями.
Процентный доход или процентные расходы признаются только в той степени, в которой при учёте договора с покупателем признаются актив по договору (или дебиторская задолженность) или обязательство по договору. Дисконтирование представляет собой ставку, которая использовалась бы в случае проведения отдельной сделки по финансированию между компанией и её покупателем. Эта ставка должна отражать кредитный риск стороны, получающей финансирование по договору. Разный кредитный риск каждого покупателя может привести к признанию разных сумм выручки по договорам с аналогичными условиями, если кредитные
характеристики покупателей различаются.
Возмещение, выплачиваемое покупателю
Учитывается возмещение в форме скидки или возврата стоимости товаров или услуг, предоставленных продавцом, к выплате покупателю как уменьшение цены операции (выручки), если платеж покупателю не производится в обмен на отличимый товар или услугу, которые покупатель передает компании.
Компания признает обязательство в отношении возврата средств, если получает возмещение от покупателя, который ожидает, что компания вернет все или часть данного возмещения по сумме возмещения, право на которое компания не ожидает получить (то есть суммы, не включенные в цену операции) и корректируется в конце каждого отчетного периода с учётом изменения обстоятельств.
По договорам, по которым покупатель обещает возмещение в форме, отличной от денежных средств, оценивается неденежное возмещение (или обещание неденежного возмещения) по справедливой стоимости.
Возмещение, подлежащее уплате покупателю, и включающая суммы денежных средств, которые компания выплачивает или ожидает выплатить покупателю, или кредит или другие статьи, которые могут быть зачтены против сумм, причитающихся компании, учитывается как уменьшение цены операции и, следовательно, выручки когда (или по мере того, как) происходит более позднее из двух событий:
- компания признает выручку в отношении передачи соответствующих товаров или услуг покупателю;
- компания выплачивает или обещает выплатить возмещение (даже если выплата обусловлена будущим событием) на основе обычной деловой практики компании[4].

### Этап 4. Распределение цены операции на обязанности к исполнению
Цена операции должна быть распределена между отдельными обязанностями к исполнению так, чтобы выручка была отражена в надлежащее время и в надлежащей сумме.
Целью распределения цены операции является распределение организацией цены операции на каждую обязанность к исполнению в сумме, отображающей величину возмещения, право на которое компания ожидает получить в обмен на передачу обещанных товаров или услуг покупателю.
Представляемая скидка распределяется пропорционально на все обязанности к исполнению по договору.
Распределяется вся переменная сумма (и последующие изменения такой суммы) на обязанность к исполнению или на отличимые товар или услугу, которые являются частью одной обязанности к исполнению. Распределяются любые последующие изменения цены операции на той же основе, что и в момент заключения договора. Следовательно, компания повторно не распределяет цену операции для отражения изменений цен обособленной продажи после заключения договора. Суммы, распределенные на выполненную обязанность к исполнению, признаются как выручка или как уменьшение выручки в том периоде, в котором произошло изменение цены операции.

### Этап 5. Признание выручки в момент исполнения (или по мере исполнения) обязательств, подлежащих исполнению
Выручка признается в течение периода только, если можно обоснованно оценить степень выполнения обязанности к исполнению, когда имеется достаточная надежная информация оценки степени выполнения. На ранних этапах выполнения договора, когда компания неспособна обоснованно оценить результат выполнения обязанности к исполнению, но при этом ожидает возмещения затрат, понесённых в связи с выполнением обязанности к исполнению, то выручка признается только в объёме понесённых затрат. Когда (или по мере того, как) обязанность к исполнению выполняется, признается в качестве выручки часть цены операции (исключающей оценки переменного возмещения, являющиеся ограниченными), распределяемую на данную обязанность к исполнению.
Компания признает выручку в течение периода, оценивая степень полноты выполнения обязанности к исполнению, что отображает результат деятельности компании по передаче контроля над активами, обещанными покупателю, применяя один из методов оценки: метод результата (метод выполненных работ) или метод ресурса (метод понесённых расходов).
Метод выполненных работ — признание выручки на основе непосредственных оценок стоимости, переданной покупателю, оценивая степень выполнения обязанности к исполнению на основе полученных результатов и
переданной стоимости, оценивая исполнение и наиболее точное представление о степени выполнения. Примеры: инспекции выполненных работ, произведенных единиц, поставленных единиц и завершенных этапов договора.
Метод понесённых расходов — признание выручки на основе усилий, предпринимаемых компанией для выполнения обязанности к исполнению, оценивая степень выполнения обязанности к исполнению косвенно на основе потребленных ресурсов или затраченных усилий относительно совокупных ресурсов, которые предполагается потребить, или совокупных усилий, которые предполагается затратить, исключая из оценки степень выполнения всех затрат, которые не приводят к передаче контроля над товаром или услугой покупателю. Примеры: оценка понесённых затрат, затраченного рабочего времени, использованного машиновремени, истекшего времени и количества материалов.
Обязанность к исполнению, выполняемая в течение периода
Компания передает контроль над товаром или услугой с течением времени и выполняет обязанность к исполнению, признавая выручку в течение периода, если удовлетворяется один из следующих критериев:
- покупатель получает и потребляет выгоды от результатов деятельности компании по мере её осуществления компанией, если другая компания не должна переделывать практически всю работу, выполненную на конкретный момент, чтобы обеспечить выполнение остальных обязательств;
- результаты деятельности компании приводят к созданию или улучшению качества актива, который покупатель контролирует по мере его создания или улучшения его качества. Такие соглашения могут включать договоры на строительство или производство, когда покупатель контролирует незавершенное производство, или договоры на проведение исследований и разработок, когда их результаты принадлежат покупателю;
- результаты деятельности компании не приводят к созданию актива с возможностью альтернативного использования для компании, и у компании имеется обеспеченное правовой защитой право на оплату результатов деятельности, завершенной до текущей даты.

Обязанности к исполнению, выполняемые в определённый момент времени
Когда компания не может обоснованно определить результат выполнения обязанности к исполнению или степень выполнения этой обязанности, то в таких обстоятельствах правомерно признавать выручку в течение периода времени по мере выполнения работ, однако только в пределах понесённых затрат (то есть без признания прибыли), при условии, что компания предполагает, как минимум, покрыть свои затраты.
Обязанность к исполнению считается выполняемой в определённый момент времени, если ни один из критериев для выполнения обязанности к исполнению в течение периода времени не соблюдается.
Признаки того, что покупатель получил контроль над активом:
- имеется существующее право на оплату,
- имеется право собственности,
- имеется право физического владения,
- покупатель подвержен значительным рискам и выгодам, связанным с правом собственности на актив,
- покупатель принял актив.

## Раскрытие информации
В финансовых отчетах раскрывается: выручка по категориям, отражающих характер, величину, распределение во времени и неопределённость выручки и денежных потоков; остатки по договорам (дебиторская задолженность, активы и обязательства) на начало и конец периода и выручка, признанная в течение периода в результате изменения остатков; качественная и количественная информация о значительных изменениях в остатках по договорам; учётная политика в части выполнения своих обязанностей к исполнению (после отгрузки, после доставки, по мере предоставления услуг или по завершении услуг), обязательств в отношении возвратов, возмещения стоимости и других аналогичных обязательств и гарантий; информация о цене сделки, распределенной между оставшимися обязанностями к исполнению, и сроках признания выручки; метод признания выручки по обязанностям к исполнению, выполняемым в течение периода времени с обоснованием его применения; суждения о переходе контроля для обязанностей к исполнению, выполняемых в определённый момент времени; информация о методах, исходных данных и допущениях, использованных для определения и распределения цены сделки.

## Практикоприменение
Продажа с правом на возврат
Передавая контроль над продуктом покупателю с правом на возврат продукта по разным причинам компания учитывает:
- выручку от переданных продуктов в сумме возмещения, которое компания ожидает получить (выручка не будет признаваться в отношении продуктов, если предполагается их возврат);
- обязательство по компенсации стоимости;
- актив (с корректировкой себестоимости продаж) в отношении права на получение обратно от покупателей продуктов при выполнении обязательства по выплате компенсации их стоимости.

Если цена возврата превышает рыночную стоимость товаров, то договор следует учитывать как соглашение о финансировании. Если цена возврата ниже первоначальной цены продажи, то договор следует учитывать как аренду (операция по продаже с обратной арендой).
Договоры обратной покупки
Обратная покупка — компания продает актив и при этом дает обещание выкупить актив. Если имеется обязательство или право в отношении обратной покупки актива, то покупатель не получает контроль над активом, поскольку покупатель ограничен в своей способности определять способ использования актива и получать практически все оставшиеся выгоды от него, даже если покупатель владеет активом физически. Таким образом, компания учитывает договор в качестве: аренды или соглашении о финансировании.
Невозмещаемые первоначальные платежи
Если покупатели вносят невозмещаемый первоначальный платеж в пользу компании, то выручка признаваться не должна, так как платеж не связан с выполнением обязанности к исполнению (передаче обещанных товаров или услуг). Даже если невозмещаемый первоначальный платеж относится к деятельности, которую компания должна осуществить на начала договора или в этот период, эта деятельность представляет собой выполнение административных задач и не обеспечивает передачу обещанного товара или услуги покупателю.
Уступка в цене
Уступки в цене — это корректировки суммы, уплачиваемой покупателем, которые обычно не предусматриваются условиями первоначального договора. При предоставлении уступки в цене уменьшается цена операции, отражая ту сумму возмещения, которую она должна получить после предоставления уступки.
Скидки за объём
Скидки за объём предлагаются в качестве поощрения для стимулирования дополнительных покупок и сохранения лояльности покупателя и предусматривают, что цена дополнительных товаров и услуг будет снижена. Такие соглашения содержат переменное возмещение, так как общая сумма к уплате покупателем не известна на момент начала действия договора и зависит от объёма товаров или услуг, который будет приобретен в конечном итоге. Скидки за объём оцениваются из опыта выполнения аналогичных договоров каждую отчетную дату до тех пор, пока неопределённость не будет разрешена.
Гарантии
Гарантии — заверения о том, что соответствующий продукт будет функционировать в соответствии с ожиданиями и определёнными спецификациями. Гарантия не предусматривает предоставление дополнительной услуги покупателю. Затраты, понесённые в связи с ремонтом или заменой продукта, представляют собой дополнительные затраты на предоставление первоначального товара или услуги. Расчетные затраты учитываются как обязательство на момент передачи продукта компанией покупателю. Другие гарантии предусматривают предоставление покупателю услуги в дополнение к заверению в надлежащем функционировании продукта и учитываются как отдельная обязанность к исполнению в договоре.
Соглашения о продаже с выставлением счета и отложенной поставкой
Соглашение о продаже с выставлением счета и отложенной поставкой имеет место в случаях, когда компания выставляет покупателю счет за товары, готовые к отгрузке, а поставляет товары позднее. В этих случаях выручка признается на момент передачи контроля над товарами покупателю, когда выполняются все следующие критерии:
- причина заключения соглашения о продаже с выставлением счета и отложенной поставкой существенна,
- продукция идентифицирована как принадлежащая покупателю,
- продукция в настоящий момент готова к физической передаче покупателю,
- у компании нет возможности использовать продукцию или передать её другому покупателю.

Если компания передала контроль над товарами и выполнила критерии соглашения о продаже с выставлением счета и отложенной поставкой, и оказывает услуги по хранению в дополнение к предоставлению товаров, то часть цены операции должна быть отнесена на каждую из отдельных обязанностей к исполнению (то есть на товары и услуги по хранению).
Консигнационные соглашения
При поставке товаров дистрибьюторам сохраняется контроль над товарами до наступления заранее определённого события (консигнационные соглашения). Выручка не признается в момент поставки продукта, если продукт остается на консигнации. Признаки консигнации:
- продукция контролируется компанией до наступления определённого события,
- есть возможность требовать возврата продукции или передачи продукции третьей стороне,
- у дилера отсутствует безусловное обязательство в отношении оплаты продукции (но при этом он может быть обязан внести задаток).

Лицензии
Право доступа к интеллектуальной собственности компании (программное обеспечение, патенты, кинофильмы, музыка, авторские права, рецептуры лекарственных средств, патенты, торговые марки, торговые наименования и франшизы) на протяжении срока лицензии является обязанностью к исполнению, выполняемой в течение периода времени, а следовательно, выручка признается в течение времени с момента начала лицензионного периода при условии соблюдения всех следующих критериев:
- договор требует или покупатель обоснованно ожидает от компании осуществления деятельности, которая значительным образом влияет на интеллектуальную собственность;
- покупатель напрямую подвергается любому положительному или отрицательному влиянию этой деятельности;
- такая деятельность не приводит к передаче товара или услуги покупателю.

Право использования интеллектуальной собственности, когда предоставляется лицензия, является обязанностью к исполнению, выполняемой на определённый момент времени, когда покупатель может впервые использовать лицензию.
Лицензия на интеллектуальную собственность с выплатой роялти, основанных на продаже или использовании. Выручка признается на момент выполнения обязанности к исполнению или осуществления продажи или использования в зависимости от того, какое событие произойдет позднее.